# Mount Barden
Mount Barden är ett berg i Antarktis. Det ligger i Västantarktis. Chile gör anspråk på området. Toppen på Mount Barden är 2 910 meter över havet.
Terrängen runt Mount Barden är kuperad åt sydväst, men åt nordost är den bergig. Trakten är obefolkad. Det finns inga samhällen i närheten. 